# Beatriz Lucero-Lhuillier
Beatriz Lucero-Lhuillier (26 november 1972), beter bekend als Bea Lucero, is een voormalig Filipijns taekwondoka. Lucero won een bronzen medaille op de Olympische Zomerspelen van 1992 in Barcelona.

## Biografie
Beatriz Lucero-Lhuillier voltooide in 1991 de internationale school in Manilla. Ze was begon haar sportcarrière als turnster. Later stapte ze over naar taekwondo. Tijdens de Zuidoost Aziatische Spelen van 1987 won ze 2 gouden en 3 zilveren medailles. De olympische zomerspelen van 1988 moest ze vanwege haar leeftijd nog laten lopen. Wel was ze in Seoul om voor de Filipijnse televisie verslag te doen van het turntoernooi. Vier jaar later won ze bij de Olympische Zomerspelen in Barcelona een bronzen medaille in de categorie vlieggewicht. De sport taekwondo had bij deze olympische spelen nog de status van demonstratiesport.
Na haar sportcarrière was ze onder andere te zien in reclames van Ivory Soap en Nestle Filipijnen.
Beatriz Lucero trouwde in 1998 met Jean Henri Lhuillier, eigenaar van de Cebuana Lhuillier-keten. Samen kregen ze vier kinderen, drie jongens en een meisje. Beatriz Lucero-Lhuillier is een achterkleinkind van generaal Manuel Tinio.